# Scolopostethus thomsoni
Scolopostethus thomsoni är en insektsart som beskrevs av Reuter 1874. Enligt Catalogue of Life ingår Scolopostethus thomsoni i släktet Scolopostethus och familjen Rhyparochromidae, men enligt Dyntaxa är tillhörigheten istället släktet Scolopostethus och familjen fröskinnbaggar. Arten är reproducerande i Sverige. Inga underarter finns listade i Catalogue of Life.